# Plusia nichollae
Plusia nichollae là một loài bướm đêm trong họ Noctuidae.